# Oscar R. González
Oscar Roberto González es un militante político y periodista argentino que egresó como abogado de la Facultad de Derecho de la Universidad de Buenos Aires y se dedicó desde muy joven a la actividad sindical, a la enseñanza y al periodismo. Actualmente es asesor en el Ministerio de Justicia y Derechos Humanos y coordinador del Programa de Recuperación del Museo Penitenciario Argentino Antonio Ballvé. Desde 2018 preside la Asociación Argentina de Democracia Participativa y, a partir de 2020, es  responsable legal del Instituto  Superior  del Profesorado  Alfredo L. Palacios de la Ciudad Autónoma de Buenos Aires. 
Hasta diciembre de 2015 se desempeñó como secretario de Relaciones Parlamentarias del gobierno argentino, designado por la presidenta Cristina Fernández de Kirchner en agosto de 2008 y ratificado al iniciar su segundo mandato en diciembre de 2011. Antes, había sido diputado nacional, entre 2000 y 2003, y responsable de Comunicación e Investigación de la Defensoría del Pueblo de la Ciudad de Buenos Aires.
Inició su actividad política en la Juventud Socialista Argentina, en 1963, y actuó sucesivamente en el Partido Socialista Argentino-Casa del Pueblo, en el Partido Socialista Argentino-Secretaría Coral  y, a partir de 1988, en el Partido Socialista Democrático (PSD) En todas esas organizaciones ocupó distintas responsabilidades y fue candidato a diputado nacional, a senador provincial,  y a legislador del Parlasur en distintas oportunidades. 
Asesor legislativo del diputado Alfredo Bravo a partir de 1991, en el año 2000 asumió como legislador nacional, integrando en ese cuerpo las comisiones de Población, Discapacidad, Ciencia y Tecnología, Recursos Naturales y Libertad de Expresión. Presentó y acompañó numerosas iniciativas, entre ellas un avanzado proyecto de vacaciones por paternidad y logró que la Cámara de Diputados ratificara por unanimidad la vigencia plena del Estatuto Profesional del Periodista, que una resolución judicial intentó cuestionar.
Fue también miembro del Consejo Rector de la Escuela Nacional de Gobierno del Instituto Nacional de la Administración Pública (INAP).
En el PSD integró el Comité provincial bonaerense y el Comité Ejecutivo Nacional entre 1989 y 2002. En el Partido Socialista, se desempeñó como secretario de prensa, secretario general adjunto y durante dos periodos ejerció la Secretaría General. También fue editor del periódico La Vanguardia y director de la Revista Socialista .  
Dio clases en las universidades de Buenos Aires (UBA), del Centro de la Provincia de Buenos Aires (UniCen) ) y Nacional Autónoma de México (UNAM). Actuó como jurado en concursos docentes en varias universidades argentinas.
Desde muy joven escribió en publicaciones militantes, como Los de Abajo que dirigía Juan Carlos Coral) y Pueblo Rebelde. Luego, como profesional, fue redactor de la agencia de noticias Inter Press Service (IPS); jefe de Producciones Periodísticas de Radio Municipal (hoy Radio Ciudad); secretario y jefe de redacción del semanario El Periodista de Buenos Aires,  jefe de la Sección Política del diario Nuevo Sur; productor periodístico en el canal de Argentina Televisora Color; corresponsal, editor internacional y secretario de redacción del diario mexicano Unomásuno  e integrante de los consejos de redacción de diversas publicaciones de ese país, en el que vivió entre 1976 y 1983.
Director de la histórica Revista Socialista, fundada en 1930,  integró el Consejo Editorial de la revista Sin Permiso y el Consejo Editorial de Debates y Combates, la publicación fundada por Ernesto Laclau. Dirige asimismo la colección Las huellas del futuro, de Editora La Vanguardia. En los años 80 participó de la fundación, en México, del Club de Cultura Socialista, que desplazó sus actividades a Buenos Aires en 1984. 
Junto al filósofo Eduardo Rinesi codirigió la colección Grandes Debates Parlamentarios, que editan la Secretaría de Relaciones Parlamentarias y la Universidad Nacional de General Sarmiento en la que se publicó en julio de 2013 el libro Los derechos políticos de la mujer. Los proyectos y debates parlamentarios 1916-1955"  y, en mayo de 2014, La Universidad en los debates parlamentarios.
Integra la Fundación Casa del Pueblo, es miembro honorario de la Fundación Alfredo L.Palacios, la Editora La Vanguardia, la junta directiva de la Universidad Popular Sociedad Luz, la comisión directiva  de la Biblioteca Obrera Juan B. Justo y es presidente de la Asociación Argentina de Democracia Participativa. Desde 2022 integra la Comisión Ejecutiva de la Agrupación de Argentina del Partido Socialista Obrero Español (PSOE), y desde 2023 la Comisión Gestora del PSOE-Uruguay.  
En 2007 recibió el reconocimiento a la trayectoria por parte de la Federación Latinoamericana de Periodistas (FELAP), que integró desde su fundación, en 1976, en 2008 el premio Al Maestro con Cariño del Taller Escuela Agencia (TEA), en 2022 la plaqueta de reconocimiento del Sindicato de Prensa de Buenos Aires (SiPreBA)  y en 2023 la Medalla 90 Años del Servicio Penitenciario Federal. Ha sido delegado ante la Conferencia Permanente de Partidos Políticos de América Latina, la Internacional Socialista y delegado a  congresos de la FELAP y de la ya desaparecida Organización Internacional de Periodistas (OIP).
Asiduo colaborador en distintos medios gráficos argentinos, en La Jornada de México y Diario del Orinoco, de Venezuela, publicó en 2010 el libro La patria callejera (ISBN 978-987-33-007-3) que recopila artículos y columnas publicados entre 2007 y 2010. En marzo de 2013 publicó "Tenemos Patria. Las contiendas por la igualdad, 2011-2012" (ISBN 987-978-33-3244-9) -Editora La Vanguardia  . Y en enero de 2015 "Haciendo patria. Crónicas de un tiempo de batallas, conquistas y legados/2013-2015"  (ISBN ya d 978-950-99933-6-5) también publicado por la Editora La Vanguardia. 